# Cinq études
Cinq études opus 58 is een compositie van Christian Sinding. Het is een bundel van vijf etudes. De etudes van Sinding waren/zijn lang niet zo populair als études van ander componisten zoals die van Chopin.
De vijf oefeningen zijn:
1. Non troppo allegro in g majeur
2. Molto passionato in B majeur
3. Con brio in C majeur
4. Allegretto in D majeur
5. Allegro in Es majeur